# Lichtenštejnská hokejová reprezentace
Lichtenštejnská hokejová reprezentace je národní hokejové mužstvo Lichtenštejnska. Hokejový svaz sdružuje 80 registrovaných hráčů (z toho 70 seniorů). Lichtenštejnsko je členem Mezinárodní federace ledního hokeje od 4. října 2001. Lední hokej v Lichtenštejnsku řídí Liechtensteiner Eishockey Verband (LEIV). Lichtenštejnská hokejová reprezentace debutovala 26. dubna 2003, když odehrála exhibiční zápas v Kockelscheuer proti Lucemburské hokejové reprezentaci. Druhé utkání obou soupeřů se odehrálo 10. března 2007 ve Švýcarsku a od té doby byl národní tým neaktivní, až do května 2022 kdy se zúčastnil Development Cup 2022.

## Historie
V roce 2007 lichtenštejnskou reprezentaci vedl Miroslav Berek.
4. - 7.5. 2022 se Lichtenštejnsko zúčastnilo turnaje Development Cup 2022 který se konal v Německém Füssenu. Lichtenštejnsko na turnaji vyhrálo s Irskem 7:6, Portugalskem 3:0, Alžírskem 11:2, Andorrou 8:4 prohrálo s Kolumbií 1:3 a skončilo s 12 body na druhém místě.
2. - 6.5. 2023 se Lichtenštejnsko zúčastnilo turnaje Development Cup 2023 který se konal ve slovenské Bratislavě. Lichtenštejnsko na turnaji vyhrálo s Argentinou 6:5, Kolumbií 10:4, Irskem 6:5, Portugalskem 21:0 a vyhrálo celý turnaj bez ztráty bodu. 
V knížectví není lední stadion a reprezentaci tvoří výhradně amatérští hráči, mnozí hrají jen v hobby ligách, výlučně v inline hokeji nebo trénují pouze v EHC Vaduz-Schellenberg.
EHC Vaduz-Schellenberg je v současnosti jediným aktivním lichtenštejnským týmem, který hraje Vorarlberskou hokejovou ligu 2 (VEHL2 - Vorarlberger Eishockeyliga 2), což je nižší liga ve Vorarlbersku.

## Mezistátní utkání Lichtenštejnska
26.04.2003  Lucembursko 7:1 Lichtenštejnsko  v Kockelscheuer (trenér Manfred Dorn)
10.03.2007  Lichtenštejnsko 2:4 Lucembursko  (hráno ve švýcarském Widnau)

## Národní trenéři
- 2003 (premiéra mezinárodního zápasu): Manfred Dorn
- 2007 (mezinárodní domácí premiéra): Miroslav Berek
- Od roku 2021 Herbert Schädler